# Andreas Leknessund
Andreas Leknessund   (Tromsø, 21 de maig de 1999) és un ciclista noruec, professional des del 2018, quan fitxà pel Uno-X Norwegian Development. El 2021 fitxà pel Team DSM.
En el seu palmarès destaquen diversos campionats nacionals i l'Arctic Race of Norway del 2022.´

## Palmarès
- 2017
  -  Campió d'Europa de contrarellotge júnior
  -  Campió de Noruega de contrarellotge júnior
  -  Campió de Noruega de contrarellotge per equips júnior
  - 1r al Tour al País de Vaud i vencedor d'una etapa
  - 1r al Tour Te Fjells júnior i vencedor de 2 etapes
  - Vencedor d'una etapa a la Cursa de la Pau júnior
  - Vencedor d'una etapa al Trofeu Centre Morbihan
  - Vencedor d'una etapa a la Volta a la Baixa Saxònia júnior
- 2018
  -  Campió de Noruega de contrarellotge per equips júnior
  - 1r al Grenland GP ITT
- 2019
  -  Campió de Noruega en contrarellotge
  -  Campió de Noruega en contrarellotge per equips
  - 1r al Gran Premi Priessnitz spa i vencedor d'una etapa
- 2020
  -  Campió d'Europa de contrarellotge sub-23
  -  Campió de Noruega en contrarellotge
  -  Campió de Noruega en contrarellotge per equips
  - 1r a l'Aktiv Bemanning ITT
  - 1r al Hafjell TT
  - 1r al Lillehammer GP
  - 1r al Giro del Friül-Venècia Júlia i vencedor d'una etapa
  - Vencedor d'una etapa al Tour te Fjells
- 2022
  - 1r a l'Arctic Race of Norway i vencedor d'una etapa
  - Vencedor d'una etapa a la Volta a Suïssa
- 2024
  - Vencedor d'una etapa al Sibiu Cycling Tour
- 2025
  -  Campionat de Noruega de ciclisme en ruta

### Resultats al Tour de França
- 2022. 28è de la classificació general

### Resultats al Giro d'Itàlia
- 2023. 8è de la classificació general
  -  &  de la 4a a la 8a etapa